# Javier Ignacio Aquino Carmona
Javier Ignacio Aquino Carmona (San Francisco Ixhuatán, Oaxaca, Mèxic, 11 de febrer de 1990), és un futbolista mexicà.
Ha jugat als clubs Vila-real CF, Rayo Vallecano i Tigres de la UANL i amb la selecció mexicana.